# Odontiopsis hyphodontina
Odontiopsis hyphodontina är en svampart som beskrevs av Hjortstam & Ryvarden 1980. Odontiopsis hyphodontina ingår i släktet Odontiopsis och familjen Schizoporaceae.   Inga underarter finns listade i Catalogue of Life.